# Dragon Storm (film)
Pour plus de détails, voir Fiche technique et Distribution.
Dragon Storm est un téléfilm d'Heroic Fantasy réalisé par Stephen Furst et diffusé le 24 janvier 2004 sur Sci Fi Channel.

## Synopsis
La chute d'une météorite a réveillé des dragons endormis. Deux rois de deux royaumes rivaux s'unissent pour combattre cette menace qui décime la population ...

## Fiche technique
- Tire original : Dragon Storm
- Titre français : Dragon Storm
- Réalisateur : Stephen Furst
- Scénario : Patrick Phillips et Sam Wells
- Musique : Richard McHugh
- Directeur de la photographie : Lorenzo Senatore
- Montage : David Flores
- Décors : Kes Bonnet
- Direction artistique : Borislav Mihailovski
- Costumes : Irina Kotcheva
- Effets spéciaux de maquillage : Mariana Love
- Effets visuels : Yancy Calzada et Kevin Gendreau
- Producteur : Jeffery Beach
- Producteurs exécutifs : Michael Braun, Ewerhard Engels, Jim Hollensteiner, Thomas J. Niedermeyer Jr., Ken Olandt, Phillip J. Roth, T.J. Sakasegawa, Richard Smith et Thomas P. Vitale
- Producteurs associés : Gerd Koechlin et Andreas Thiesmeyer
- Compagnies de production : Curmudgeon Films, Equity Pictures Medienfonds GmbH & Co. KG et Unified Film Organization
- Distribution : Dragon Fire Productions LLC
- Durée : 96 minutes
- Pays :  États-Unis -  Bulgarie -  Allemagne
- Langue : Anglais
- Image : Couleurs
- Ratio écran : 1.33:1
- Genre : Heroic Fantasy

## Distribution
- Maxwell Caulfield : Silas
- Angel Boris : Medina
- Woon Young Park : Ling
- Richard Wharton : Remmegar
- Tony Amendola : Theldag
- Iskra Angelova : Nessa
- John Rhys-Davies : Roi Fastrad
- John Hansson : Roi Wednesbury
- Ivaylo Geraskov : Gelmaro
- Tyrone Pinkham : Ulfius